# Grand Princess
O Grand Princess é um navio de passageiros operado pela Princess Cruises e construído pelos estaleiros da Fincantieri em Monfalcone, Itália. É a primeira embarcação da Classe Grand de cruzeiro, seguido pelo Golden Princess e Star Princess. Ele realizou sua viagem inaugural em maio de 1998.